# Eleições autárquicas portuguesas de 1982 no distrito de Évora
| Eleições autárquicas portuguesas de 1982 Distritos: Aveiro \| Beja \| Braga \| Bragança \| Castelo Branco \| Coimbra \| Évora \| Faro \| Guarda \| Leiria \| Lisboa \| Portalegre \| Porto \| Santarém \| Setúbal \| Viana do Castelo \| Vila Real \| Viseu \| Açores \| Madeira |

## Resultados por concelho
Os resultados nos concelhos do distrito de Évora foram os seguintes:

### Alandroal
| Partido                 | Partido                 | Votos | %               | +/-  | Vereadores | +/-     |
| ----------------------- | ----------------------- | ----- | --------------- | ---- | ---------- | ------- |
|                         | Aliança Povo Unido      | 3 178 | 64,71 / 100,00  | 0,28 | 4 / 5      | Estável |
|                         | Aliança Democrática     | 767   | 15,62 / 100,00  | -    | 1 / 5      | -       |
|                         | Partido Socialista      | 758   | 15,43 / 100,00  | 1,71 | 0 / 5      | Estável |
| Votos Inválidos         | Votos Inválidos         | 208   | 4,23 / 100,00   | 1,67 |            |         |
| Total                   | Total                   | 4 911 | 100,00 / 100,00 |      | 5 / 5      |         |
| Eleitorado/Participação | Eleitorado/Participação | 6 647 | 73,88 / 100,00  | 5,03 |            |         |

### Arraiolos
| Partido                 | Partido                 | Votos | %               | +/-   | Vereadores | +/-     |
| ----------------------- | ----------------------- | ----- | --------------- | ----- | ---------- | ------- |
|                         | Aliança Povo Unido      | 3 814 | 67,42 / 100,00  | 4,84  | 4 / 5      | Estável |
|                         | Partido Socialista      | 1 350 | 23,86 / 100,00  | 14,44 | 1 / 5      | 1       |
| Votos Inválidos         | Votos Inválidos         | 493   | 8,71 / 100,00   | 6,73  |            |         |
| Total                   | Total                   | 5 657 | 100,00 / 100,00 |       | 5 / 5      |         |
| Eleitorado/Participação | Eleitorado/Participação | 7 103 | 79,64 / 100,00  | 5,01  |            |         |

### Borba
| Partido                 | Partido                 | Votos | %               | +/-  | Vereadores | +/- |
| ----------------------- | ----------------------- | ----- | --------------- | ---- | ---------- | --- |
|                         | Aliança Povo Unido      | 2 981 | 57,28 / 100,00  | 8,50 | 3 / 5      | 1   |
|                         | Partido Socialista      | 1 944 | 37,36 / 100,00  | 5,89 | 2 / 5      | 1   |
| Votos Inválidos         | Votos Inválidos         | 279   | 5,36 / 100,00   | 2,62 |            |     |
| Total                   | Total                   | 5 204 | 100,00 / 100,00 |      | 5 / 5      |     |
| Eleitorado/Participação | Eleitorado/Participação | 6 748 | 77,12 / 100,00  | 7,91 |            |     |

### Estremoz
| Partido                 | Partido                 | Votos  | %               | +/-  | Vereadores | +/-     |
| ----------------------- | ----------------------- | ------ | --------------- | ---- | ---------- | ------- |
|                         | Aliança Povo Unido      | 4 982  | 45,41 / 100,00  | 3,51 | 4 / 7      | Estável |
|                         | Aliança Democrática     | 3 535  | 32,22 / 100,00  | 5,82 | 2 / 7      | 1       |
|                         | Partido Socialista      | 1 948  | 17,76 / 100,00  | 8,12 | 1 / 7      | 1       |
| Votos Inválidos         | Votos Inválidos         | 506    | 4,61 / 100,00   | 2,31 |            |         |
| Total                   | Total                   | 10 971 | 100,00 / 100,00 |      | 7 / 7      |         |
| Eleitorado/Participação | Eleitorado/Participação | 14 524 | 75,54 / 100,00  | 5,71 |            |         |

### Évora
| Partido                 | Partido                   | Votos  | %               | +/-  | Vereadores | +/-     |
| ----------------------- | ------------------------- | ------ | --------------- | ---- | ---------- | ------- |
|                         | Aliança Povo Unido        | 16 731 | 54,33 / 100,00  | 2,25 | 4 / 7      | Estável |
|                         | Partido Social Democrata  | 8 102  | 26,31 / 100,00  | 3,69 | 2 / 7      | Estável |
|                         | Partido Socialista        | 4 852  | 15,76 / 100,00  | 1,28 | 1 / 7      | Estável |
|                         | União Democrática Popular | 262    | 0,85 / 100,00   | 0,40 | 0 / 7      | Estável |
| Votos Inválidos         | Votos Inválidos           | 849    | 2,76 / 100,00   | 1,11 |            |         |
| Total                   | Total                     | 30 796 | 100,00 / 100,00 |      | 7 / 7      |         |
| Eleitorado/Participação | Eleitorado/Participação   | 40 225 | 76,56 / 100,00  | 3,81 |            |         |

### Montemor-o-Novo
| Partido                 | Partido                  | Votos  | %               | +/-  | Vereadores | +/-     |
| ----------------------- | ------------------------ | ------ | --------------- | ---- | ---------- | ------- |
|                         | Aliança Povo Unido       | 8 481  | 62,79 / 100,00  | 1,10 | 5 / 7      | Estável |
|                         | Partido Socialista       | 2 534  | 18,76 / 100,00  | 4,50 | 1 / 7      | Estável |
|                         | Partido Social Democrata | 2 110  | 15,62 / 100,00  | -    | 1 / 7      | -       |
| Votos Inválidos         | Votos Inválidos          | 381    | 2,82 / 100,00   | 1,31 |            |         |
| Total                   | Total                    | 13 506 | 100,00 / 100,00 |      | 7 / 7      |         |
| Eleitorado/Participação | Eleitorado/Participação  | 16 394 | 82,38 / 100,00  | 5,50 |            |         |

### Mora
| Partido                 | Partido                 | Votos | %               | +/-  | Vereadores | +/-     |
| ----------------------- | ----------------------- | ----- | --------------- | ---- | ---------- | ------- |
|                         | Aliança Povo Unido      | 2 775 | 59,88 / 100,00  | 4,44 | 3 / 5      | Estável |
|                         | Aliança Democrática     | 1 558 | 33,62 / 100,00  | 1,02 | 2 / 5      | Estável |
| Votos Inválidos         | Votos Inválidos         | 301   | 6,49 / 100,00   | 3,61 |            |         |
| Total                   | Total                   | 4 634 | 100,00 / 100,00 |      | 5 / 5      |         |
| Eleitorado/Participação | Eleitorado/Participação | 5 916 | 78,33 / 100,00  | 7,09 |            |         |

### Mourão
| Partido                 | Partido                  | Votos | %               | +/-   | Vereadores | +/-     |
| ----------------------- | ------------------------ | ----- | --------------- | ----- | ---------- | ------- |
|                         | Aliança Povo Unido       | 704   | 35,11 / 100,00  | 1,44  | 2 / 5      | Estável |
|                         | Partido Socialista       | 686   | 34,21 / 100,00  | 11,57 | 2 / 5      | 1       |
|                         | Partido Social Democrata | 521   | 25,99 / 100,00  | 13,44 | 1 / 5      | 1       |
| Votos Inválidos         | Votos Inválidos          | 94    | 4,69 / 100,00   | 0,43  |            |         |
| Total                   | Total                    | 2 005 | 100,00 / 100,00 |       | 5 / 5      |         |
| Eleitorado/Participação | Eleitorado/Participação  | 2 714 | 73,88 / 100,00  | 2,65  |            |         |

### Portel
| Partido                 | Partido                  | Votos | %               | +/-  | Vereadores | +/-     |
| ----------------------- | ------------------------ | ----- | --------------- | ---- | ---------- | ------- |
|                         | Aliança Povo Unido       | 3 279 | 66,86 / 100,00  | 3,53 | 4 / 5      | Estável |
|                         | Partido Socialista       | 862   | 17,58 / 100,00  | 5,48 | 1 / 5      | Estável |
|                         | Partido Social Democrata | 542   | 11,05 / 100,00  | 0,24 | 0 / 5      | Estável |
| Votos Inválidos         | Votos Inválidos          | 221   | 4,50 / 100,00   | 1,69 |            |         |
| Total                   | Total                    | 4 904 | 100,00 / 100,00 |      | 5 / 5      |         |
| Eleitorado/Participação | Eleitorado/Participação  | 6 630 | 73,97 / 100,00  | 5,05 |            |         |

### Redondo
| Partido                 | Partido                 | Votos | %               | +/-  | Vereadores | +/-     |
| ----------------------- | ----------------------- | ----- | --------------- | ---- | ---------- | ------- |
|                         | Aliança Povo Unido      | 2 221 | 48,94 / 100,00  | 3,89 | 3 / 5      | Estável |
|                         | Partido Socialista      | 1 113 | 24,97 / 100,00  | 6,95 | 1 / 5      | Estável |
|                         | Aliança Democrática     | 1 014 | 22,34 / 100,00  | -    | 1 / 5      | -       |
| Votos Inválidos         | Votos Inválidos         | 170   | 3,74 / 100,00   | 1,69 |            |         |
| Total                   | Total                   | 4 538 | 100,00 / 100,00 |      | 5 / 5      |         |
| Eleitorado/Participação | Eleitorado/Participação | 6 687 | 67,86 / 100,00  | 3,22 |            |         |

### Reguengos de Monsaraz
| Partido                 | Partido                 | Votos | %               | +/-     | Vereadores | +/-     |
| ----------------------- | ----------------------- | ----- | --------------- | ------- | ---------- | ------- |
|                         | Partido Socialista      | 3 583 | 51,24 / 100,00  | 4,14    | 3 / 5      | 1       |
|                         | Aliança Povo Unido      | 2 204 | 31,52 / 100,00  | Estável | 2 / 5      | Estável |
|                         | Aliança Democrática     | 952   | 13,62 / 100,00  | 4,72    | 0 / 5      | 1       |
| Votos Inválidos         | Votos Inválidos         | 253   | 3,62 / 100,00   | 0,58    |            |         |
| Total                   | Total                   | 6 992 | 100,00 / 100,00 |         | 5 / 5      |         |
| Eleitorado/Participação | Eleitorado/Participação | 9 287 | 75,29 / 100,00  | 2,20    |            |         |

### Vendas Novas
| Partido                 | Partido                 | Votos | %               | +/-  | Vereadores | +/-     |
| ----------------------- | ----------------------- | ----- | --------------- | ---- | ---------- | ------- |
|                         | Aliança Povo Unido      | 3 692 | 51,50 / 100,00  | 2,32 | 3 / 5      | Estável |
|                         | Aliança Democrática     | 2 109 | 29,42 / 100,00  | 0,18 | 1 / 5      | Estável |
|                         | Partido Socialista      | 1 203 | 16,78 / 100,00  | 1,94 | 1 / 5      | Estável |
| Votos Inválidos         | Votos Inválidos         | 165   | 2,30 / 100,00   | 0,56 |            |         |
| Total                   | Total                   | 7 169 | 100,00 / 100,00 |      | 5 / 5      |         |
| Eleitorado/Participação | Eleitorado/Participação | 8 756 | 81,88 / 100,00  | 1,51 |            |         |

### Viana do Alentejo
| Partido                 | Partido                  | Votos | %               | +/-  | Vereadores | +/-     |
| ----------------------- | ------------------------ | ----- | --------------- | ---- | ---------- | ------- |
|                         | Aliança Povo Unido       | 2 397 | 60,99 / 100,00  | 0,75 | 4 / 5      | Estável |
|                         | Partido Socialista       | 851   | 21,65 / 100,00  | 2,23 | 1 / 5      | Estável |
|                         | Partido Social Democrata | 485   | 12,34 / 100,00  | 2,62 | 0 / 5      | Estável |
| Votos Inválidos         | Votos Inválidos          | 197   | 5,02 / 100,00   | 1,52 |            |         |
| Total                   | Total                    | 3 930 | 100,00 / 100,00 |      | 5 / 5      |         |
| Eleitorado/Participação | Eleitorado/Participação  | 5 043 | 77,93 / 100,00  | 1,05 |            |         |

### Vila Viçosa
| Partido                 | Partido                  | Votos | %               | +/-   | Vereadores | +/-     |
| ----------------------- | ------------------------ | ----- | --------------- | ----- | ---------- | ------- |
|                         | Aliança Povo Unido       | 2 888 | 56,10 / 100,00  | 4,17  | 3 / 5      | Estável |
|                         | Partido Socialista       | 1 260 | 24,48 / 100,00  | 9,66  | 1 / 5      | Estável |
|                         | Partido Social Democrata | 817   | 15,87 / 100,00  | 14,60 | 1 / 5      | Estável |
| Votos Inválidos         | Votos Inválidos          | 183   | 3,55 / 100,00   | 0,75  |            |         |
| Total                   | Total                    | 5 148 | 100,00 / 100,00 |       | 5 / 5      |         |
| Eleitorado/Participação | Eleitorado/Participação  | 6 817 | 75,52 / 100,00  | 1,06  |            |         |